# Ganbaru
Ganbaru (頑張る, permanecer firme), também romanizada como gambaru, é uma palavra japonesa omnipresente que significa aproximadamente avançar tenazmente em tempos difíceis.
A palavra ganbaru é frequentemente traduzida como “fazer o melhor”, mas na prática significa fazer mais do que o melhor. A palavra enfatiza “trabalhar com perseverança” ou “resistir”.
Ganbaru significa «comprometer-se totalmente com uma tarefa e levá-la ao fim.» Pode ser traduzido como persistência, tenacidade, obstinação e trabalho árduo. O termo tem uma importância única na cultura japonesa.
O New York Times disse sobre Shoichi Yokoi, o resistente japonês que se rendeu em Guam em janeiro de 1972, que no Japão "mesmo aqueles envergonhados pelas suas constantes referências ao Imperador sentiam uma certa admiração pela sua determinação e espírito ganbaru ". Após o terramoto de Kobe em 1995, o slogan " Gambaro Kobe " foi usado para encorajar as pessoas da região do desastre enquanto trabalhavam para reconstruir a sua cidade e as suas vidas. Após o terremoto e tsunami de Tōhoku em 2011, gambaru foi uma das expressões mais ouvidas.

## Etimologia
A grafia moderna é ateji usando o caracter 頑 para representar um lexema original desconhecido.
O sentido era originalmente ser teimoso, obstinado, com conotações negativas. O sentido positivo moderno de persistir, de perseverar surgiu desde o final do período Edo em 1868.
Existem três teorias sobre a origem:
- Mudança de sentido de 眼張る (ganbaru, "vigiar algo, olhar fixamente para algo", literalmente "ficar de olho em algo")
- Mudança na leitura de 我に張る (ga ni haru, literalmente "apegar-se aos próprios desejos, insistir no próprio ponto de vista")
- Uma etimologia desconhecida baseada na forma kana histórica ぐわんばる

## Análise
Gambaru centra-se na importância de terminar uma tarefa e nunca parar até que um objetivo seja alcançado. O esforço contínuo para ultrapassar obstáculos (mesmo que sem sucesso) é um conceito importante no Japão.
Ao contrário do Gaman relacionado, mas passivo, ganbaru é um processo ativo.
Embora existam muitos sinónimos próximos em japonês, existem poucos antónimos.